# جيمس كارتر (كرة سلة)
جيمس كارتر (بالإسبانية: James Carter) مواليد 27 مارس 1964 في نيويورك، هو لاعب كرة سلة بورتوريكي معتزل. بدأ مسيرته الاحترافية في سنة 1987. يبلغ طوله 6 قدم 0 بوصة (1.8 م). مثّل منتخب بلاده. شارك في دورة الألعاب الأولمبية الصيفية سنة 1992. حقق المركز الأول في ألعاب النوايا الحسنة 1994. اعتزل اللعب في 2006.

## المسيرة الاحترافية
لعب مع بروجوس دي جواياما من سنة 1987 إلى 2001، ثم لعب مع كابيتانس دي أرسيبو في سنة 2004، ثم لعب مع بروجوس دي جواياما في سنة 2006.

## سجل المنافسة
شارك في المنافسات التالية:
- الألعاب الأولمبية الصيفية 1992
- ألعاب النوايا الحسنة 1994

## الميداليات
| الميدالية | المسابقة                  |
| --------- | ------------------------- |
| ذهبية     | ألعاب النوايا الحسنة 1994 |

## روابط خارجية
- جيمس كارتر على موقع الدوري الإسباني لكرة السلة (الإسبانية)
- جيمس كارتر على موقع كرة السلة الأوروبية.كوم (الإنجليزية)
- جيمس كارتر على موقع ريلجم (الإنجليزية)
- جيمس كارتر على موقع بروبوليرز (الإنجليزية)
- جيمس كارتر على موقع سبورتس رفرنس (الإنجليزية)
- جيمس كارتر على موقع أوليمبيديا (الإنجليزية)